# Coryllis de Camiguin
Loriculus camiguinensis
Espèce
Le Coryllis de Camiguin (Loriculus camiguinensis) est une espèce d'oiseaux de la famille des Psittacidae endémique de l'île de Camiguin (d), aux Philippines.

## Habitat et répartition
Cet oiseau est endémique de l'île de Camiguin aux Philippines.

## Sous-espèces
Cette espèce ne comprend aucune sous-espèce.

## Étymologie
Son nom spécifique, composé de camiguin et du suffixe latin -ensis, « qui vit dans, qui habite », lui a été donné en référence au lieu de sa découverte. 

## Publication originale
- (en) José G. Tello, Jacob F. Degner, John M. Bates et David E. Willard, « A New Species of Hanging-Parrot (Aves: Psittacidae: Loriculus) from Camiguin Island, Philippines », Fieldiana: Zoology, Chicago, FMNH, vol. 106,‎ 5 avril 2006, p. 49-57 (ISSN 0015-0754 et 2162-4291, OCLC 1426915, DOI 10.3158/0015-0754(2006)106[49:ANSOHA]2.0.CO;2, lire en ligne).